# Coppa Italia di pallacanestro maschile 1993
La Coppa Italia 1993 è stata disputata nel periodo compreso tra settembre e marzo mediante un sistema ad eliminazione diretta con partite di andata e ritorno. Le quattro squadre risultate vincitrici dei quarti di finale accedono alle final-four. La fase finale si è svolta tra il 4 ed il 5 marzo 1993 a Forlì (FC).
Sedicesimi di finale
8 e 10 settembre 1992
| Incontro                                          | Andata | Ritorno |
| Medinform Marsala - Benetton Treviso              | 95-105 | 73-95   |
| Cagiva Varese - Scaini Venezia                    | 88-73  | 76-79   |
| Hyundai Desio - Robe di Kappa Torino              | 100-89 | 103-108 |
| Teorematour Milano - Phonola Caserta              | 96-91  | 80-103  |
| Panna Firenze - Philips Milano                    | 77-92  | 85-99   |
| Ticino Assicurazioni Siena - Bialetti Montecatini | 86-80  | 88-84   |
| Tonno Auriga Trapani - Marr Rimini                | 85-80  | 67-85   |
| Mangiaebevi Bologna - Il Messaggero Roma          | 86-86  | 89-103  |
| Ferrara - Knorr Bologna                           | 70-79  | 63-83   |
| Fernet Branca Pavia - Teamsystem Fabriano         | 90-94  | 90-90   |
| Telemarket Forlì - Panasonic Reggio Calabria      | 75-111 | 75-96   |
| Sidis Reggio Emilia - Shampoo Clear Cantù         | 87-73  | 75-90   |
| Banco Sardegna Sassari - Stefanel Trieste         | 75-76  | 76-80   |
| Yoga Napoli - Baker Livorno                       | 70-69  | 84-81   |
| Glaxo Verona - Kleenex Pistoia                    | 75-64  | 82-75   |
| Burghy Modena - Scavolini Pesaro                  | 89-102 | 79-89   |

Ottavi di finale
13 e 17 settembre 1992
| Incontro                                        | Andata | Ritorno |
| Cagiva Varese - Benetton Treviso                | 89-65  | 56-89   |
| Hyundai Desio - Phonola Caserta                 | 80-81  | 83-76   |
| Ticino Assicurazioni Siena - Philips Milano     | 94-78  | 75-84   |
| Marr Rimini - Il Messaggero Roma                | 83-95  | 75-61   |
| Teamsystem Fabriano - Knorr Bologna             | 69-73  | 76-80   |
| Panasonic Reggio Calabria - Shampoo Clear Cantù | 89-79  | 71-83   |
| Yoga Napoli - Stefanel Trieste                  | 89-94  | 81-84   |
| Glaxo Verona - Scavolini Pesaro                 | 74-75  | 78-90   |

Quarti di finale
23 settembre e 15 ottobre 1992
| Incontro                                 | Andata | Ritorno |
| Hyundai Desio - Benetton Treviso         | 88-87  | 76-91   |
| Ticino Assicurazioni Siena - Marr Rimini | 83-70  | 83-75   |
| Shampoo Clear Cantù - Knorr Bologna      | 88-76  | 57-78   |
| Stefanel Trieste - Scavolini Pesaro      | 87-74  | 75-83   |

FINAL FOUR
a Forlì
Semifinali
4 marzo 1993
- Benetton Treviso - Ticino Assicurazioni Siena 95-82
- Knorr Bologna - Stefanel Trieste 79-61

Finale
5 marzo 1993
- Benetton Treviso - Knorr Bologna 75-73

FINALE
| Arbitri: | Pallonetto Baldi |

|                                   |       |                                          |
| Iacopini 25 Corchiani 14 Kukoč 13 | Punti | 27 Danilović 17 Morandotti 10 Coldebella |

## Verdetti
- Vincitrice Coppa Italia:  Benetton Treviso
- Formazione: Massimo Iacopini, Alberto Vianini, Chris Corchiani, Nino Pellacani, Toni Kukoč, Riccardo Esposito, Piccoli, Maurizio Ragazzi, Stefano Rusconi, Marco Mian. Allenatore: Petar Skansi.